# Salvador Lazarini
Salvador Lazarini Plascencia (* 14. Juni 1943 in Mexiko-Stadt) ist ein ehemaliger mexikanischer Fußballspieler, der in den 1960er Jahren unter anderem beim Club León und beim CF Atlante  unter Vertrag stand.

## Laufbahn
Lazarini begann seine Laufbahn im Nachwuchsbereich der UNAM Pumas. Anschließend absolvierte er einige Trainingseinheiten beim CD Cruz Azul, wo er sich eine Knieverletzung zuzog, die ihn zu einer mehrmonatigen Pause zwang.
Weil er zu Beginn der 1960er Jahre noch nicht mit einem Profivertrag ausgestattet war, spielte Lazarini zunächst für eine Mannschaft namens Deportivo Álamos und anschließend für San Sebastián in der auf Amateurstatus betriebenen Liga Española de Fútbol. Während dieser Zeit wurde der in der ersten Liga spielende Traditionsverein León FC auf Lazarini aufmerksam und stattete ihn mit einem Profivertrag aus. Nach zwei Jahren bei León (1963 bis 1965) wechselte Lazarini zum damals noch in seiner Heimatstadt beheimateten CF Atlante.
Weil es ihm an der nötigen Kontinuität fehlte, sich in der höchsten Spielklasse zu etablieren, spielte Lazarini während der letzten Jahre seiner aktiven Laufbahn nur noch für Vereine in der zweiten mexikanischen Liga; zunächst für die Petroleros de Poza Rica und danach für die drei im Bundesstaat Tamaulipas beheimateten Vereine Cuerudos de Ciudad Victoria, CD Tampico und Orinegros de Ciudad Madero. Aus jener Zeit datiert auch die schönste Erinnerung seiner fußballerischen Laufbahn: in der Saison 1971/72 erzielte er in einem Lokalderby für die Orinegros den Siegtreffer zum 1:0 gegen den CD Tampico.